# Рольсторф
Рольсторф (нем. Rohlstorf) — община в Германии, в земле Шлезвиг-Гольштейн. 
Входит в состав района Зегеберг. Подчиняется управлению Трафе-Ланд.  Население составляет 1215 человек (на 31 декабря 2010 года). Занимает площадь 19,68 км².